# Brighton (Boston)
Brighton es un antiguo municipio disuelto y en la actualidad uno de los barrios de la ciudad de Boston en  Massachusetts, Estados Unidos.

## Geografía
Se encuentra situado en extremo noroeste de la ciudad.

## Historia
Lleva el nombre de la ciudad de Brighton.
Durante sus primeros 160 años de Brighton formaba parte del municipio de Cambridge, ciudad sede de la Universidad de Harvard y del Instituto Tecnológico de Massachusetts (MIT), siendo conocido como "Little Cambridge."
Pueblo rural con un centro comercial importante en el extremo oriental del municipio.
En 1807 Brighton se separa de Cambridge, siendo  anexado a Boston, en 1874.
El barrio de Allston se segrega del municipio de Brighton.
Tras su regreso a Norteamérica el futuro cardenal Francis Spellman fija su residencia en el Saint John's Seminary de este barrio de Brighton.